# Megaselia pectoraliformis
Megaselia pectoraliformis är en tvåvingeart som beskrevs av Colyer 1962. Megaselia pectoraliformis ingår i släktet Megaselia och familjen puckelflugor. Inga underarter finns listade i Catalogue of Life.